# Hidroide

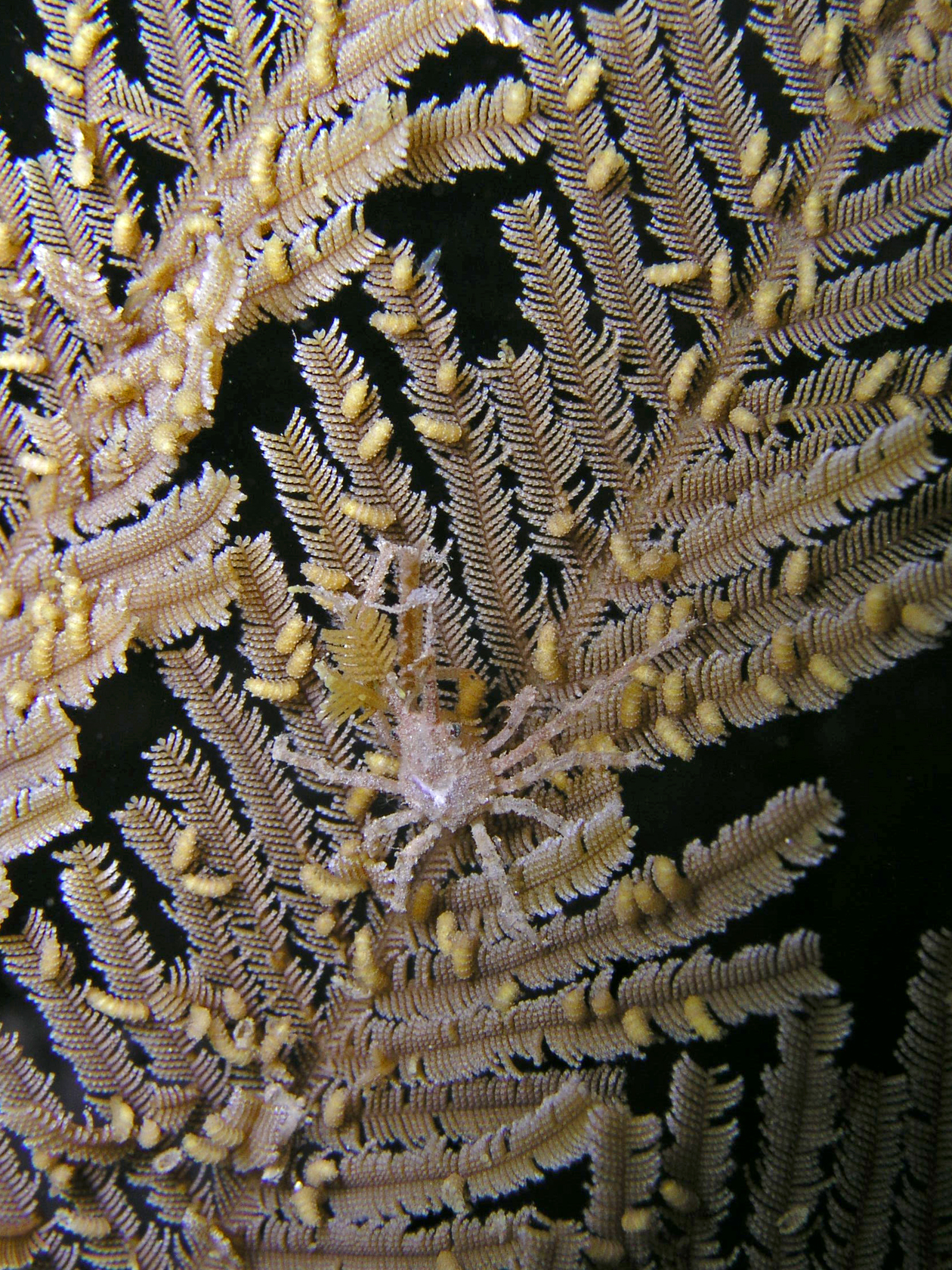
Aglaophenia cupressina, um hidróide batial.

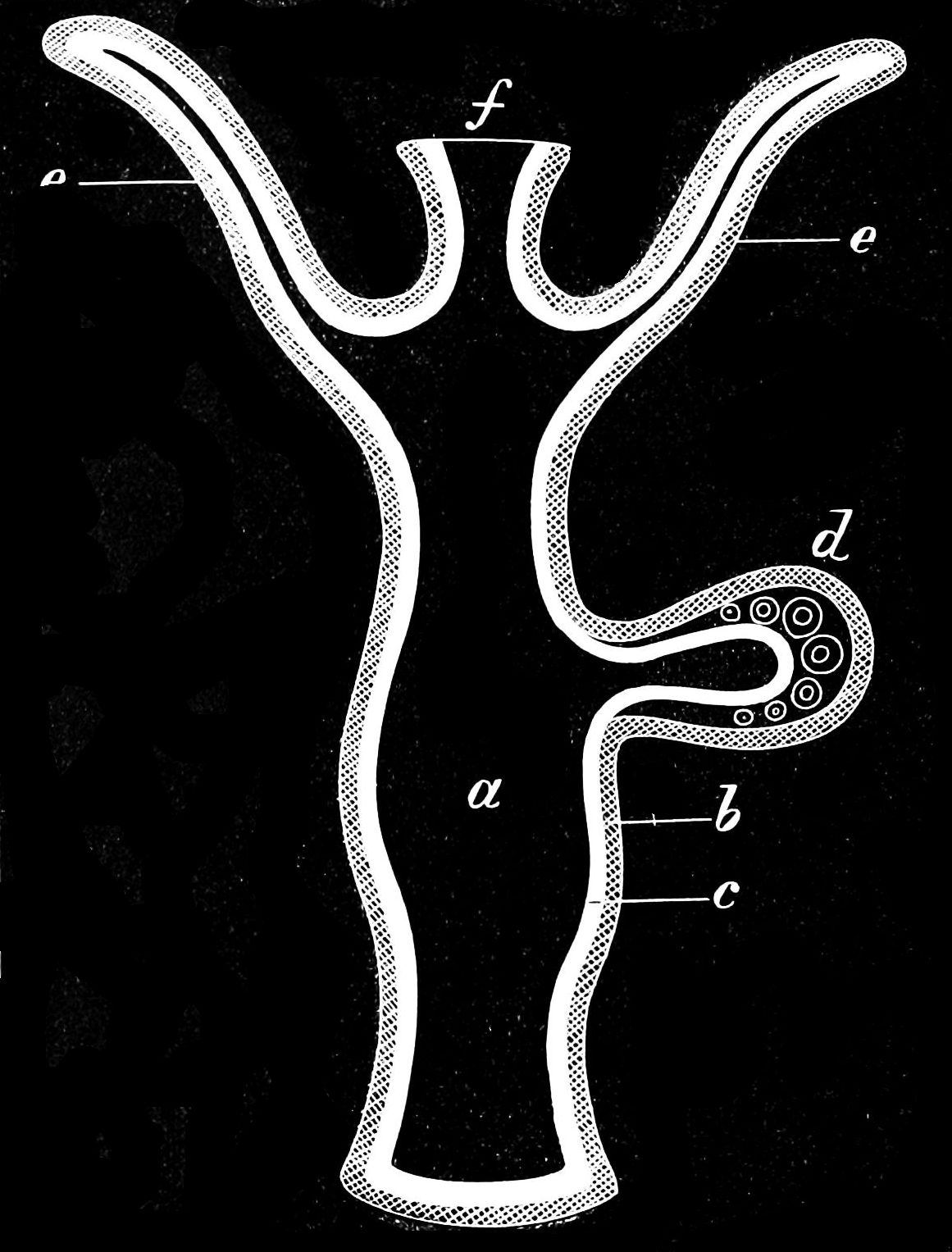
Diagrama mostrando uma secção longitudinal através de um hidróide.

Hidroide é a designação dada às formas bênticas das espécies de cnidários polipoides coloniais, agrupamento que inclui a maioria dos hidrozoários. Constitui uma das etapas do ciclo de vida da maior parte dos animais da classe Hydrozoa, um grupo de pequenos predadores aparentados com as alforrecas.

## Descrição
Alguns hidroides, como o género dulçaquícola Hydra, são solitários, desenvolvendo-se com o pólipo ligado diretamente ao  substrato.
A maioria dos hidroides são coloniais. O pólipo original fixa-se a um objeto sólido e forma um broto que permanece ligado ao progenitor e assim sucessivamente, formando uma haste que pode ter muitas centenas de pólipos interligados. O arranjo de pólipos e a ramificação do tronco é característica de cada espécie. Algumas espécies têm os pólipos brotando diretamente do estolão, a estrutura que dá rigidez à colónia e a mantém ligada aos rizoides que a fixam ao substrato.
Nos hidroides coloniais, os pólipos são ligados pela epiderme que circunda a cavidade gastrovascular de cada um deles. Na maioria dos casos, a epiderme secreta um esqueleto quitinoso que suporta a haste. Em alguns hidroides, o esqueleto estende-se em forma de copo em torno do pólipo.
A maioria dos pólipos são gastrozooides, ou pólipos de alimentação, mas alguns são estruturas reprodutivas especializadas conhecidas como gonozoóides. Em algumas espécies, existem outras categorias de zooides especializados, destinados a exercer funções específicas no funcionamento, defesa e reprodução da colónia.